# Муктомір
Муктомі́р (Муктумір, рос. Муктомир) — річка в Граховському районі Удмуртії та Менделєєвському районі Татарстану, Росія, ліва притока Юрашки.
Довжина річки становить 9 км. Бере початок на північний захід від села Гаранькино на Можгинської височини, впадає до Юрашки біля села Ількино. У верхів'ї річка пересихає.
На річці розташовані села Гаранькино та Байтуганово.